# Букн
Букн (норв. Bokn) — коммуна в губернии Ругаланн в Норвегии. Административный центр коммуны — город Букн. Официальный язык коммуны — нюнорск. Население коммуны на 2016 год составляло 865 человек. Площадь коммуны Букн — 47,16 км², код-идентификатор — 1145.

## История населения коммуны
Население коммуны за последние 60 лет.

Статистика коммуны Букн